# Zimní olympijské hry 2022
Zimní olympijské hry 2022, oficiálně XXIV. zimní olympijské hry (čínsky 第二十四届冬季奥林匹克运动会), se konaly v čínském Pekingu. Slavnostní zahájení proběhlo 4. února 2022 a ukončení se uskutečnilo 20. února.
Peking se stal prvním dějištěm, který hostil letní i zimní olympijské hry. V čínské metropoli proběhla již Letní olympiáda 2008. Čínská metropole představovala čtvrté či páté asijské město, v níž se uskutečnily zimní hry. Prvním z nich se stalo Sapporo (1972), následované Naganem (1998) a Pchjongčchangem (2018). Soči, kde se konaly hry v roce 2014, mohlo být dle různých výkladů řazeno do Evropy i Asie.

## Pořadatelství
Města, která se ucházela o pořadatelství Zimních olympijských her 2022, musela podat kandidaturu do 14. listopadu 2013. Tento krok učinily Peking, Almaty, Oslo, Lvov, Krakov a Stockholm. Dne 17. ledna 2014 Stockholm od nabídky upustil, protože nedostal politickou podporu. Dne 25. května 2014 bylo uspořádáno místní referendum, kde se Krakované vyjádřili pro stavbu metra místo pro pořádání olympijských her. Proto byla dne 26. května kandidatura stažena. Dne 30. června 2014 Mezinárodní olympijský výbor oznámil, že „Lvov obrátí svou pozornost na nabídku pořádání olympiády v roce 2026 a nebude žádat o pořádání her v roce 2022. Toto rozhodnutí bylo učiněno v důsledku politických a ekonomických podmínek na Ukrajině“. Dne 1. října 2014 se norská konzervativní strana rozhodla, že nebude podporovat nabídku pro hry a Oslo se okamžitě ukončilo aktivity související s žádostí o pořádání olympijských her.
Členové výboru pak 31. července 2015 na 128. zasedání MOV v Kuala Lumpuru zvolili pořadatelem Peking v Čínské lidové republice.
| Město  | Stát       | 1. kolo |
| Peking | Čína       | 44      |
| Almaty | Kazachstán | 40      |

## Symboly

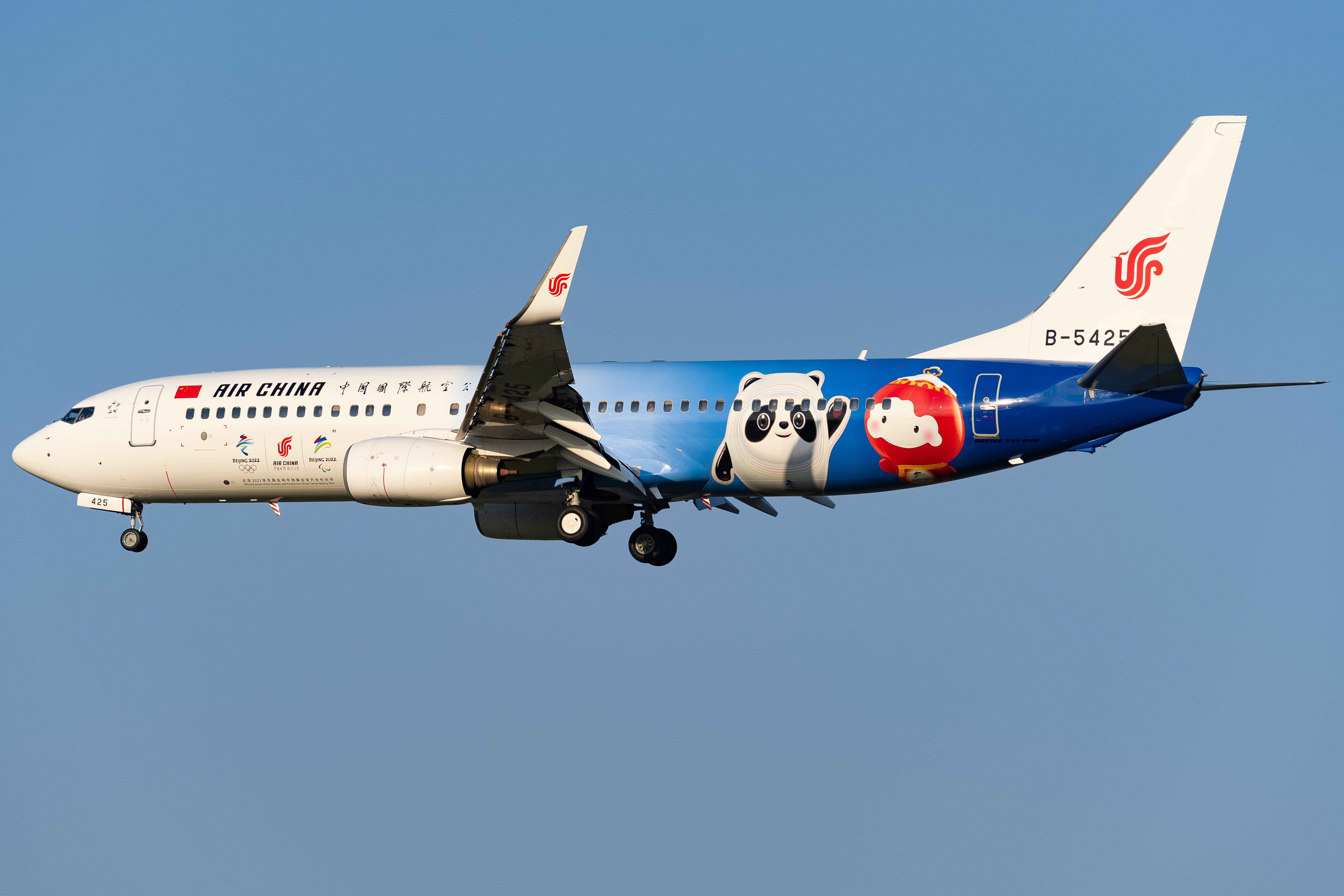
Maskot Bing Dwen Dwen (vlevo) a maskot paralympiády (vpravo) na letadle

### Olympijská pochodeň
Štafeta s pochodní olympijského ohně začala 18. října 2021 v Řecku. Místní část začala 2. února a skončila 4. února 2022 během zahajovacího ceremoniálu, vedla městy: Peking a Čang-ťia-kchou. Na slavnostním zapálení olympijské pochodně v Řecku se konal protest, kterého se účastnili Ujgurové, Tibeťané i lidé z Hongkongu.
Účast na štafetě pochodně a televizní vystoupení Čchi Fa-paa, velitele Lidové osvobozenecké armády, který byl v Číně známý svou účastí na potyčkách mezi Čínou a Indií v letech 2020–2021 jako jeden z 1200 nositelů pochodně, byl kontroverzní, Indie poté zahájila diplomatický bojkot her.

### Maskot
Maskotem her se stala panda Bing Dwen Dwen, která byla vybrána z tisíců čínských návrhů ve 35 zemích světa. Slovo „Bing“ (冰) znamenající „led“ naznačovalo čistotu a sílu. „Dwen Dwen“ (墩墩) vyjadřoval robustnost, temperamentnost a také děti. Oblečení na způsob kosmonauta mělo charakterizovat, že hry zahrnovaly nové technologie a příležitost k novým možnostem.

## Olympijská sportoviště

Mapa sportovišť

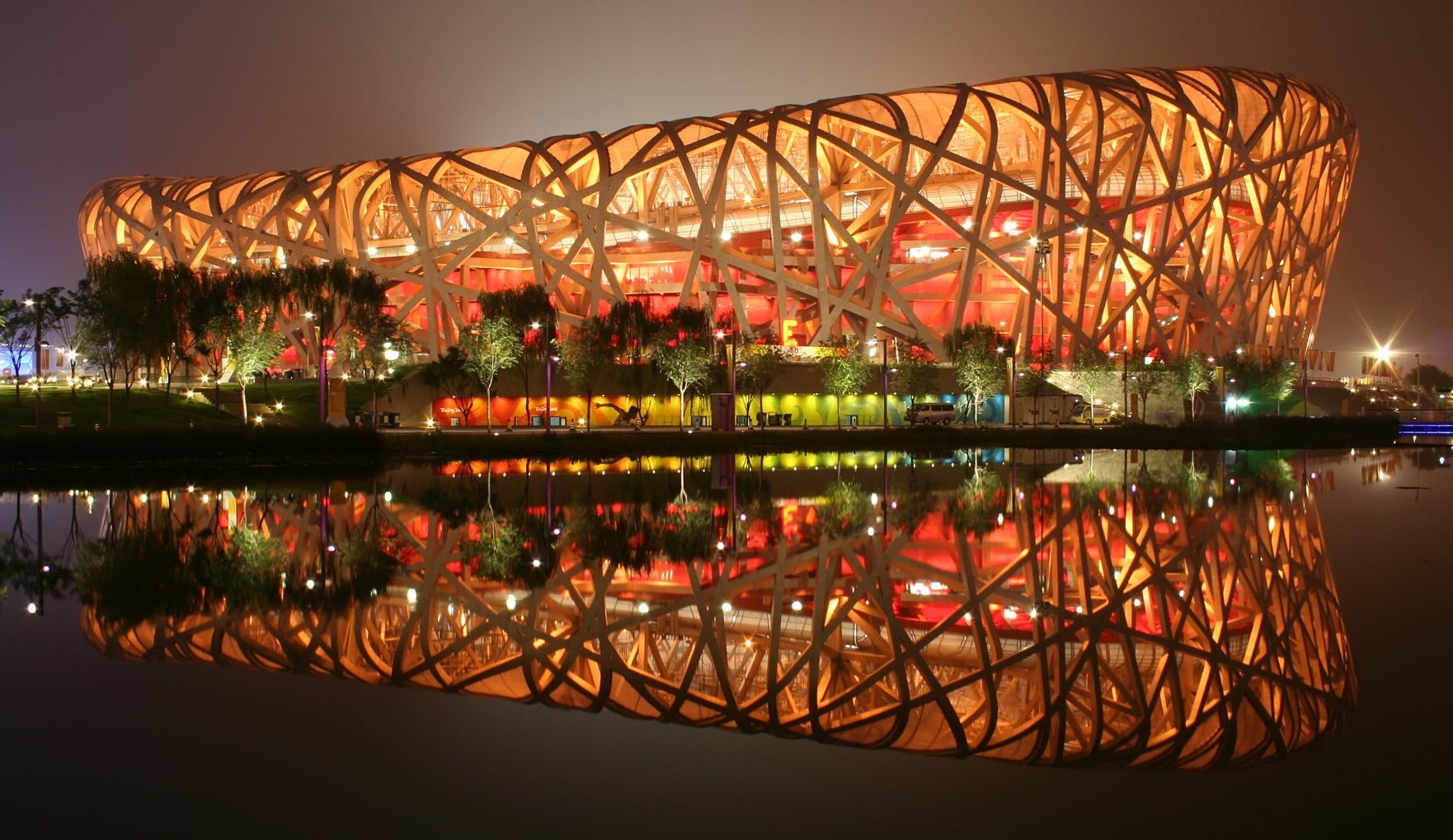
Pekingský národní stadion

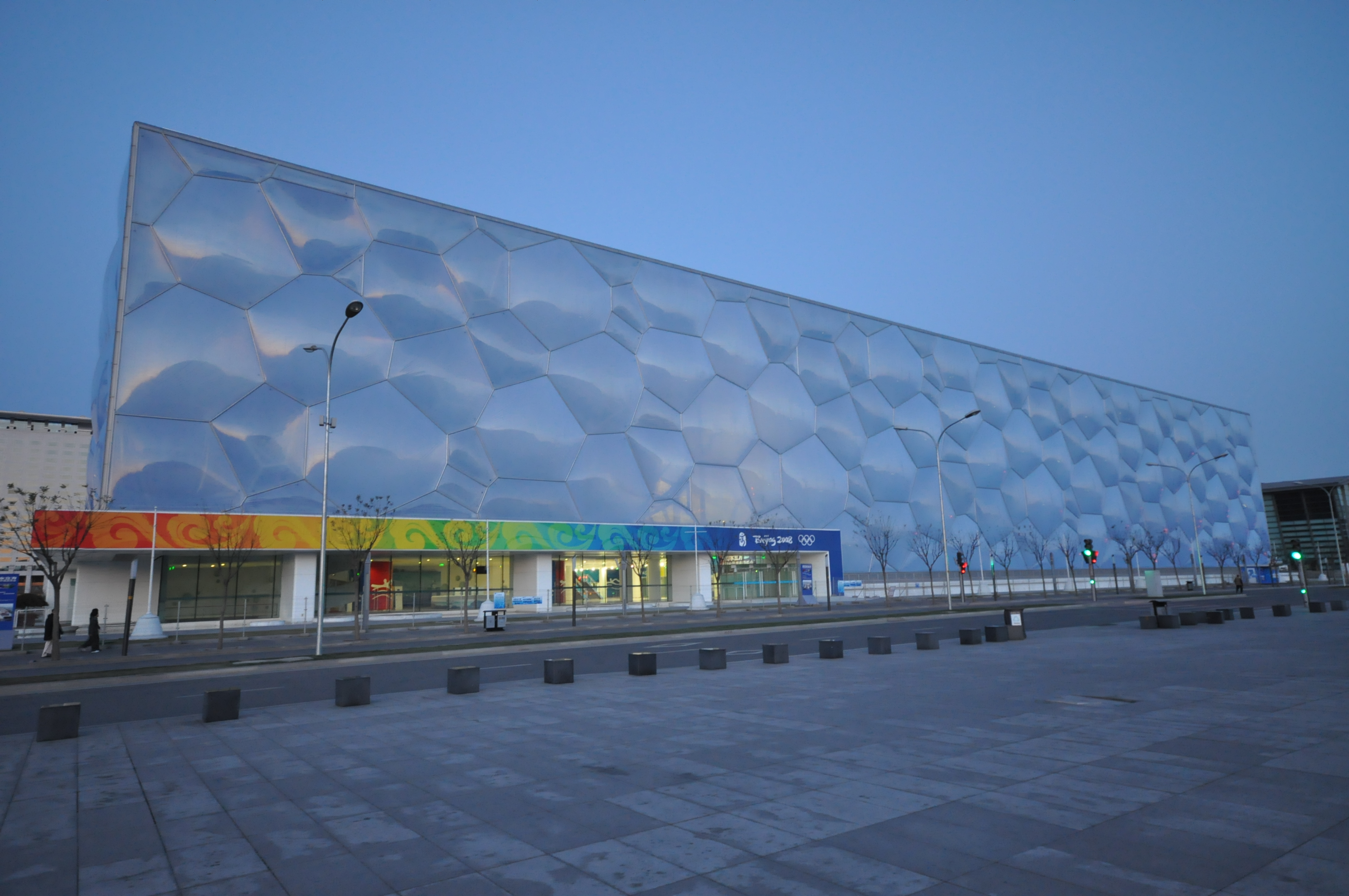
Pekingské národní plavecké centrum, tzv. Ledová kostka, kde probíhají soutěže v curlingu

### Peking

#### Olympic green
- Pekingský národní stadion (slavností zahájení a zakončení ZOH 2022)
- Pekingská národní hala (lední hokej)
- Pekingské národní plavecké centrum (curling)
- Národní rychlobruslařská hala (rychlobruslení)
- China National Convention Center
- Olympijská vesnice

#### Samostatná dějiště
- Capital Indoor Stadium (krasobruslení a short track)
- Aréna Wu-kche-sung (lední hokej)
- Big Air Šou-kang (snowboarding – Big Air, akrobatické lyžování – Big Air)

### Jen-čching
- Národní centrum alpského lyžování (alpské lyžování)
- Xiaohaituo Bobsleigh and Luge Track (boby, saně a skeleton)
- Yanqing MMC
- Olympijská vesnice

### Čang-ťia-kchou
- Kuyangshu Biathlon Field (klasické lyžování, severská kombinace)
- Kuyangshu Ski Jumping Field (skoky na lyžích, severská kombinace)
- Čang-ťia-kchou běžecké a biatlonové centrum (biatlon)
- Genting Hotel
- Ken-tching Snow Park (snowboarding a akrobatické lyžování)
- Olympijská vesnice

## Účast národních olympijských výborů
Na pekingské hry kvalifikovalo své sportovce 91 národních olympijských výborů. Haiti a Saúdská Arábie se zimní olympiády zúčastnily poprvé.

Účastnické země na Zimních olympijských hrách 2022 v Pekingu
Standardně účastnící se země
Noví účastníci zimních Her

## Soutěže
XXIV. zimní olympijské hry zahrnovaly 15 sportů, v jejichž rámci se soutěžilo o 109 medailových sad. Hry představily sedm nových soutěží: ženský monobob, mužský a ženský big air (volné lyžování), smíšený týmový snowboardcross, smíšené týmové akrobatické skoky, smíšené týmové štafety na krátké dráze a smíšené týmové skoky na lyžích.

### Sporty
- Alpské lyžování
- Biatlon
- Boby
- Běh na lyžích
- Curling
- Krasobruslení
- Akrobatické lyžování
- Lední hokej
- Saně
- Severská kombinace
- Short track
- Skeleton
- Skoky na lyžích
- Snowboarding
- Rychlobruslení

### Kalendář soutěží
| ÚC | Úvodní ceremoniál | ● | Soutěžní den disciplíny | 1 | Finále disciplíny | Ex | exhibice | ZC | Závěrečný ceremoniál |

| Únor                 | Únor                 | 2. St | 3. Čt | 4. Pá | 5. So | 6. Ne | 7. Po | 8. Út | 9. St | 10. Čt | 11. Pá | 12. So | 13. Ne | 14. Po | 15. Út | 16. St | 17. Čt | 18. Pá | 19. So | 20. Ne | Finále |
| -------------------- | -------------------- | ----- | ----- | ----- | ----- | ----- | ----- | ----- | ----- | ------ | ------ | ------ | ------ | ------ | ------ | ------ | ------ | ------ | ------ | ------ | ------ |
| Ceremoniály          | Ceremoniály          |       |       | ÚC    |       |       |       |       |       |        |        |        |        |        |        |        |        |        |        | ZC     |        |
| Akrobatické lyžování | Akrobatické lyžování |       | ●     |       | 1     | 1     | ●     | 1     | 1     | 1      |        |        | ●      | 2      | 1      | 1      | 1      | 2      | 1      |        | 13     |
| Alpské lyžování      | Alpské lyžování      |       |       |       |       | 1     | 1     | 1     | 1     | 1      | 1      |        | 1      |        | 1      | 1      | 1      |        | 1      |        | 11     |
| Běh na lyžích        | Běh na lyžích        |       |       |       | 1     | 1     |       | 2     |       | 1      | 1      | 1      | 1      |        |        | 2      |        |        | 1      | 1      | 12     |
| Biatlon              | Biatlon              |       |       |       | 1     |       | 1     | 1     |       |        | 1      | 1      | 2      |        | 1      | 1      |        | 1      | 1      |        | 11     |
| Boby                 | Boby                 |       |       |       |       |       |       |       |       |        |        |        | ●      | 1      | 1      |        |        | ●      | 1      | 1      | 4      |
| Curling              | Curling              | ●     | ●     | ●     | ●     | ●     | ●     | 1     | ●     | ●      | ●      | ●      | ●      | ●      | ●      | ●      | ●      | ●      | 1      | 1      | 3      |
| Krasobruslení        | Krasobruslení        |       |       | ●     |       | ●     | 1     | ●     |       | 1      |        | ●      |        | 1      | ●      |        | 1      | ●      | 1      | Ex     | 5      |
| Lední hokej          | Lední hokej          |       | ●     | ●     | ●     | ●     | ●     | ●     | ●     | ●      | ●      | ●      | ●      | ●      | ●      | ●      | 1      | ●      | ●      | 1      | 2      |
| Rychlobruslení       | Rychlobruslení       |       |       |       | 1     | 1     | 1     | 1     |       | 1      | 1      | 1      | 1      |        | 2      |        | 1      | 1      | 2      |        | 14     |
| Saně                 | Saně                 |       |       |       | ●     | 1     | ●     | 1     | 1     | 1      |        |        |        |        |        |        |        |        |        |        | 4      |
| Severská kombinace   | Severská kombinace   |       |       |       |       |       |       |       | 1     |        |        |        |        |        | 1      |        | 1      |        |        |        | 3      |
| Short track          | Short track          |       |       |       | 1     |       | 2     |       | 1     |        | 1      |        | 2      |        |        | 2      |        |        |        |        | 9      |
| Skeleton             | Skeleton             |       |       |       |       |       |       |       |       | ●      | 1      | 1      |        |        |        |        |        |        |        |        | 2      |
| Skoky na lyžích      | Skoky na lyžích      |       |       |       | 1     | 1     | 1     |       |       |        | ●      | 1      |        | 1      |        |        |        |        |        |        | 5      |
| Snowboarding         | Snowboarding         |       |       |       | ●     | 1     | 1     | 2     | 1     | 2      | 1      | 1      |        | ●      | 2      |        |        |        |        |        | 11     |
| Celkem disciplín     | Celkem disciplín     |       |       |       | 6     | 7     | 8     | 10    | 6     | 8      | 6      | 7      | 6      | 6      | 9      | 7      | 6      | 4      | 9      | 4      | 109    |
| Kumulativní součet   | Kumulativní součet   |       |       |       | 6     | 13    | 21    | 31    | 37    | 45     | 51     | 58     | 64     | 70     | 79     | 86     | 92     | 96     | 105    | 109    |        |
| Únor                 | Únor                 | 2. St | 3. Čt | 4. Pá | 5. So | 6. Ne | 7. Po | 8. Út | 9. St | 10. Čt | 11. Pá | 12. So | 13. Ne | 14. Po | 15. Út | 16. St | 17. Čt | 18. Pá | 19. So | 20. Ne | Finále |

## Pořadí národů

Mapa zemí dle zisku medailí:
země alespoň s jednou zlatou medaili
země alespoň s jednou stříbrnou medaili
země alespoň s jednou bronzovou medaili
země bez medaile
země bez účasti na hrách

| Pořadí             | Země                         | Zlato | Stříbro | Bronz | Celkem |
| ------------------ | ---------------------------- | ----- | ------- | ----- | ------ |
| 1.                 | Norsko (NOR)                 | 16    | 8       | 13    | 37     |
| 2.                 | Německo (GER)                | 12    | 10      | 5     | 27     |
| 3.                 | Čína (CHN)                   | 9     | 4       | 2     | 15     |
| 4.                 | Spojené státy americké (USA) | 8     | 10      | 7     | 25     |
| 5.                 | Švédsko (SWE)                | 8     | 5       | 5     | 18     |
| 6.                 | Nizozemsko (NED)             | 8     | 5       | 4     | 17     |
| 7.                 | Rakousko (AUT)               | 7     | 7       | 4     | 18     |
| 8.                 | Švýcarsko (SUI)              | 7     | 2       | 5     | 14     |
| 9.                 | Sportovci ROV (ROC)          | 6     | 12      | 14    | 32     |
| 10.                | Francie (FRA)                | 5     | 7       | 2     | 14     |
|                    |                              |       |         |       |        |
| 21.                | Česko (CZE)                  | 1     | 0       | 1     | 2      |
| – hostitelská země |                              |       |         |       |        |

## Kritika a kontroverze

Modře označené státy vyhlásily diplomatický bojkot her

Konání ZOH 2022 v Pekingu bylo předmětem různých obav ohledně dopadu na životní prostředí a otázek lidských práv. V Pekingu s malým spadem sněhu, muselo dojít k umělému zasněžování, případně jeho převezení na místa konání, s vysokými náklady a nejistými environmentálními důsledky. Některá z míst sousedila s národní přírodní rezervací Sung-šan. Čínské politické klima se od roku 2008 stalo také více represivním, vláda například zakázala Facebook, Twitter, Instagram a od roku 2019 Wikipedii. V červenci 2020 Světový ujgurský kongres naléhal na Mezinárodní olympijský výbor (MOV), aby znovu zvážil pořádání her kvůli Ujgurské genocidě. Ve Velké Británii se v září 2021 konaly protesty proti genocidě Ujgurů na území Číny. Tito aktivisté usilují o bojkot olympiády. Tibetští demonstranti kritizovali MOV za to, že umožnil Číně znovu pořádat hry, kvůli čínské politice vůči Tibeťanům.
V říjnu 2018 americký senátor Marco Rubio jménem kongresové komise pro Čínu požádal, aby byla Čína zbavena práv na pořádání her kvůli tamní „hrozivé situaci v oblasti lidských práv“. Stejně se vyjádřil také další američtí politici John Katko, senátor Mitt Romney a předsedkyně sněmovny Nancy Pelosiová. V celostátním průzkumu z března 2021 54 % Kanaďanů uvedlo, že by Spojené státy měly pekingské hry zcela bojkotovat.
Inter-Parliamentary Alliance on China (IPAC) - mezinárodní skupina poslanců 20 zemí zabývajících se Čínou, se obrátila na Vysokého komisaře OSN pro lidská práva s výzvou k vydání dlouho očekávané zprávy o porušování lidských práv v Ujgurské autonomní oblasti Sin-ťiang (XUAR) před zahájením zahajovacího ceremoniálu zimních olympijských her v Pekingu v roce 2022.

### Diplomatický bojkot
V červenci 2021 hlasoval Evropský parlament pro diplomatický bojkot zimních olympijských her v Pekingu. Spojené státy americké, Velká Británie, Austrálie a Kanada v listopadu 2021 oznámily diplomatický bojkot ZOH v Pekingu. Objevily se také hlasy, například od amerického senátora Toma Cottona, aby prezident Biden zahájil úplný bojkot těchto her. Diplomatický bojkot vyhlásily také Litva, Kosovo, Japonsko, Belgie a Dánsko. Z českých vládních politiků nebyl na olympiádě nikdo přítomen, stát zastupovali jen diplomaté včetně velvyslance. Dne 3. února 2022 ohlásila diplomatický bojkot her Indie poté, co vyšlo najevo, že velitel pluku čínské armády Čchi Fa-pao, který vedl čínské jednotky během potyčky proti indickým jednotkám v roce 2020, bude jedním z nositelů pochodně během zahajovacího ceremoniálu.

### Protesty nevládních lidskoprávních organizací
V září poslala skupina 200 neziskových organizací dopis televizním stanicím nabízejícím sportovní přenosy, aby událost nevysílaly.
Pod značkou #NoRightsNoGames2022 vyzvala už v červnu 2020 skupina Ujgurských lidskoprávních aktivistů Mezinárodní olympijský výbor (MOV), aby okamžitě jednal a zajistil, že se zimní olympijské hry v roce 2022 nebudou konat v zemi, která se dopouští otřesného zneužívání vlastního obyvatelstva. Petici, která vyzývá Čínu aby před pořádáním olympijských her v roce 2022 respektovala práva Ujgurů, podepsalo téměř 300 000 lidí.
K bojkotu Olympijských her v Pekingu vyzvala v lednu 2022 International Coalition for Democratic Renewal, kde jsou zastoupeny např. organizace Freedom House, Democracy International, National Endowment for Democracy, World Uyghur Congress, Egyptian Organization for Human Rights, Forum 2000, Latin American Youth Network for Democracy, Institute of World Politics (Washington, DC), USA, Democracy Research Institute, European Belarus Foundation, Institute for Peace and Democracy, Netherlands, Vaclav Havel Library a známí zastánci lidských práv jako Gary Kasparov nebo David Kramer.
Pod značkou „#NoBeijing2022“ se den před zahájením olympijských her dne 3. února sešla v americkém Kapitolu Nadace Victims of Communism Memorial Foundation (Nadace obětí komunismu) s aktivisty v oblasti lidských práv, členy Kongresu, zástupci mezinárodních vlád a sportovci, kteří podpořili diplomatický bojkot zimních olympijských her v Pekingu, aby odsoudili zvěrstva a závažné porušování lidských práv ze strany čínské vlády. Ujgurští, hongkongští a tibetští aktivisté a zástupci dalších etnických a náboženských skupin v Číně se podělili o osobní příběhy brutálního útlaku, jehož byli svědky a který zažili.
Protesty proti zimním olympijským hrám v Pekingu 2022 se konaly ve více než 65 městech po celém světě, včetně Sydney, Tokia, Dillí, Londýna, New Yorku, San Francisca, Mexico City a Prahy ještě před samotným zahájením her v Pekingu. Protestující kritizovali MOV a jeho předsedu Thomase Bacha za jejich rozhodnutí udělit druhou olympiádu Pekingu, a to navzdory dobře zdokumentovanému, závažnému a rozsáhlému porušování lidských práv ze strany čínské vlády. Aktivisté vyzývají Mezinárodní olympijský výbor k odvolání předsedy Thomase Bacha pro jeho „nevhodnost vykonávat funkci“. Hlavní firemní sponzoři her –⁠ Airbnb, Alibaba, Allianz, Atos, Bridgestone, Coca-Cola, Intel, Omega, Panasonic, Procter & Gamble, Samsung, Toyota a Visa –⁠ budou vyzváni, aby vysvětlili, proč zanedbali své povinnosti v oblasti ochrany lidských práv.
Organizátoři protestů byli silně znepokojeni tím, že čínská vláda využila zimní olympijské hry v Pekingu ke „sportovnímu praní“ (sportwash) porušování lidských práv, a vyzvali sportovce, aby bojkotovali zahajovací a závěrečný ceremoniál. Místo toho vyzývali diváky, aby po dobu konání zimních olympijských her sledovali speciální alternativní zahajovací ceremoniál #IWillNotWatch –⁠ festival alternativních filmů, hudby a živých vystoupení Tibeťanů, Ujgurů, Hongkongců a čínských aktivistů za humanitární práva.
Olympijské hry aktivizovaly občanskou společnost a jejich nezamýšleným důsledkem mohlo být větší povědomí o porušování lidských práv čínským komunistickým režimem. Generální tajemnice Ujgurské akademie USA Rushan Abbas užívá spojení Peking 2022 –⁠ Genocidní Olympiáda. Vznikla i webová stránka I Won't Watch the Genocide Games, která nabídla obrazové dokumenty a uvedla sportovce, kteří našli odvahu protestovat. Sportovci byli vyzýváni, aby se zapojili do kampaně #Score4Rights2022 a aby zvedli ruku a prsty vytvořili tvar půlměsíce a vzhlédli k obloze jako symbolu světla, naděje a solidarity. Aktivní je také diaspora někdejších obyvatel Hongkongu, žijící v exilu ve Spojených státech, která vytvořila stránky We The HongKongers.

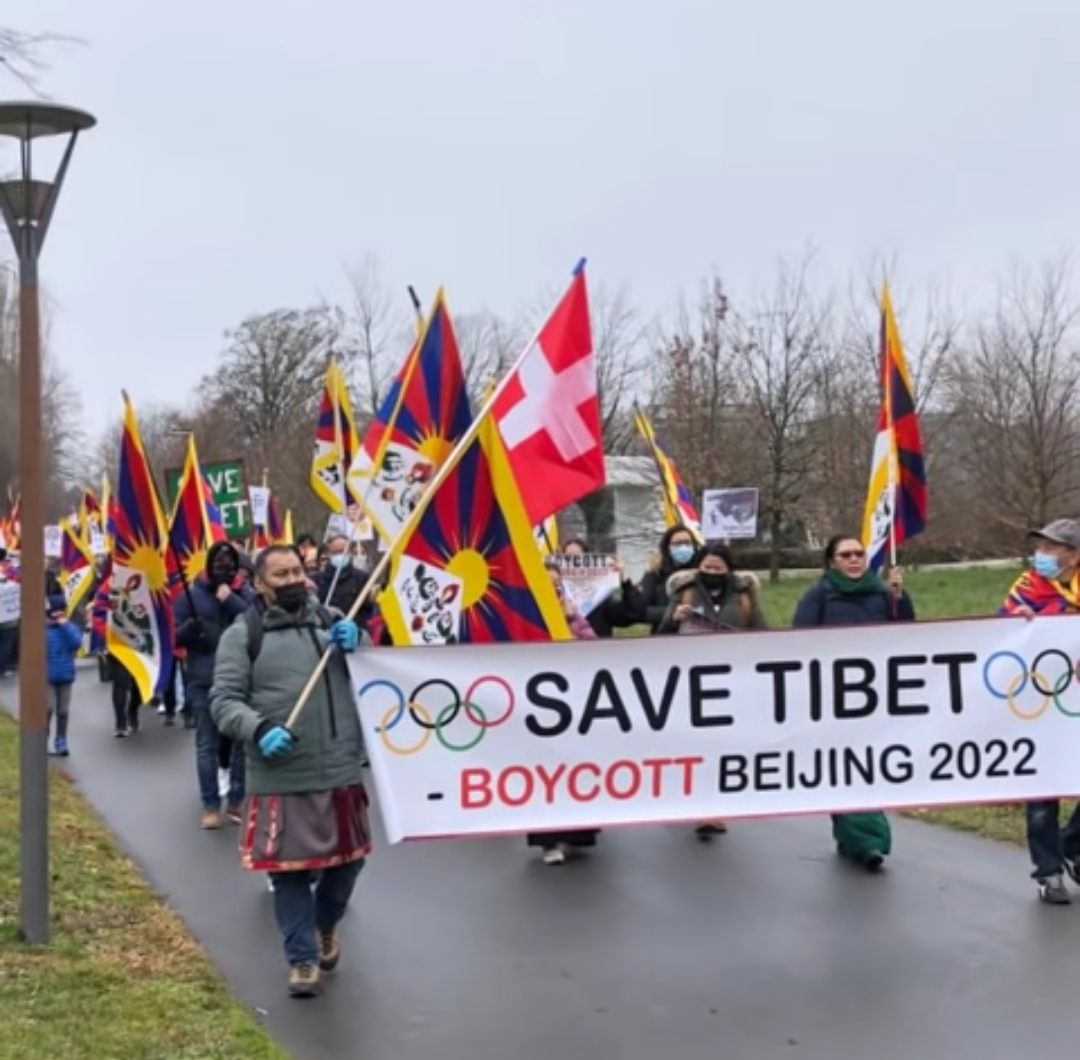
Protest proti čínským zimním olympijským hrám v Indii
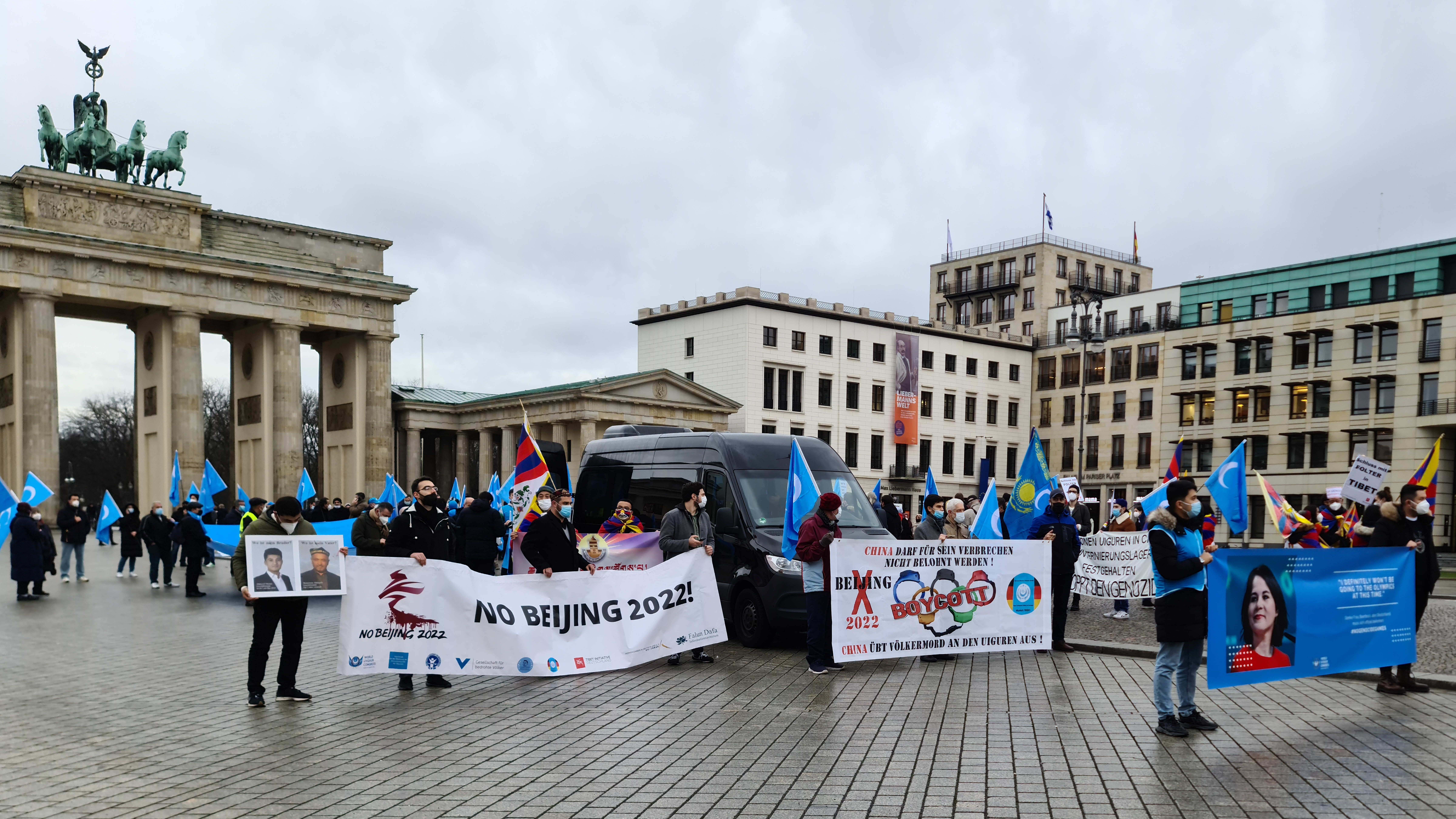
Protest Ujgurů a Tibeťanů před Braniborskou branou
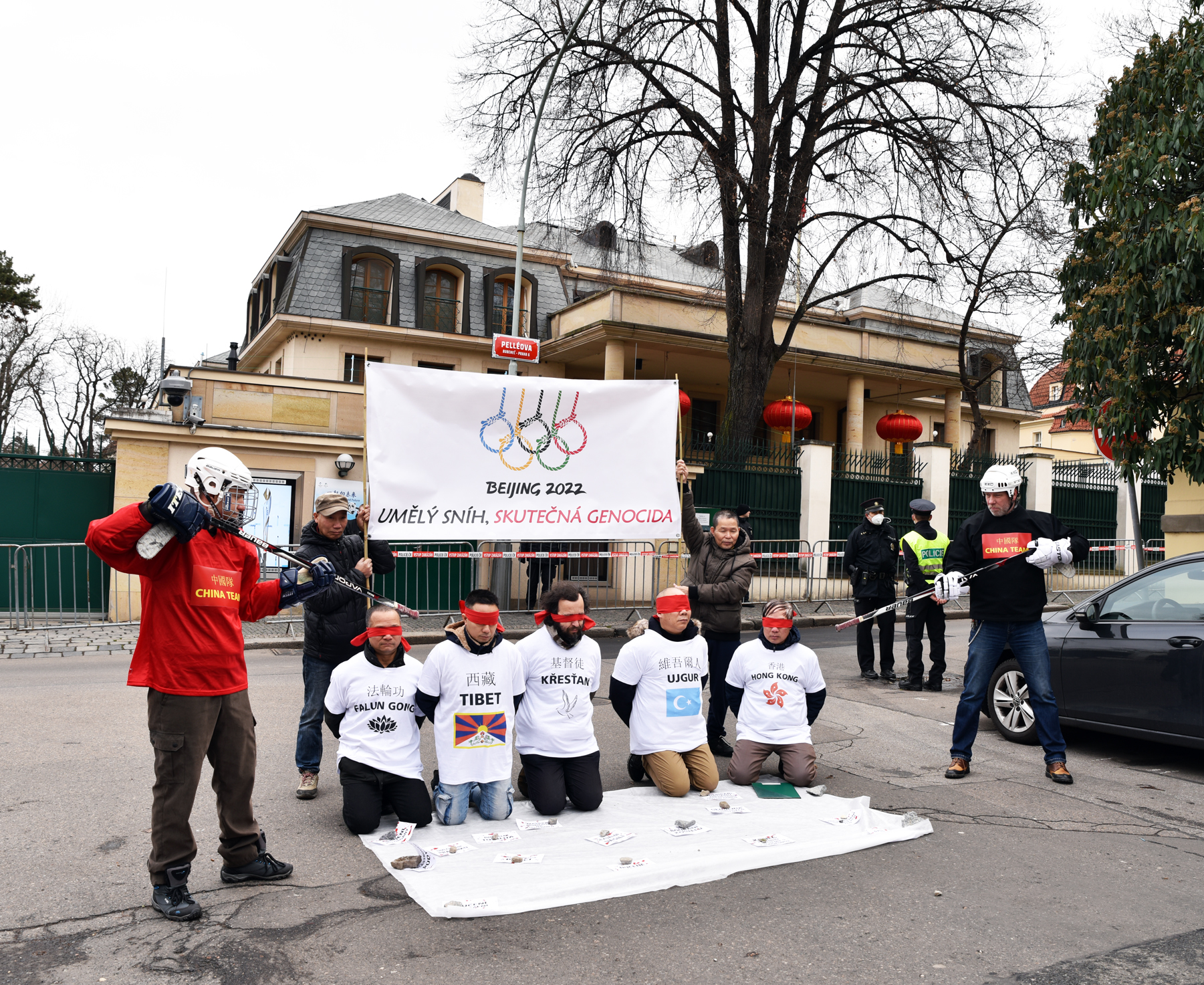
Demonstrace před čínským velvyslanectvím v Praze (4.2.2022)
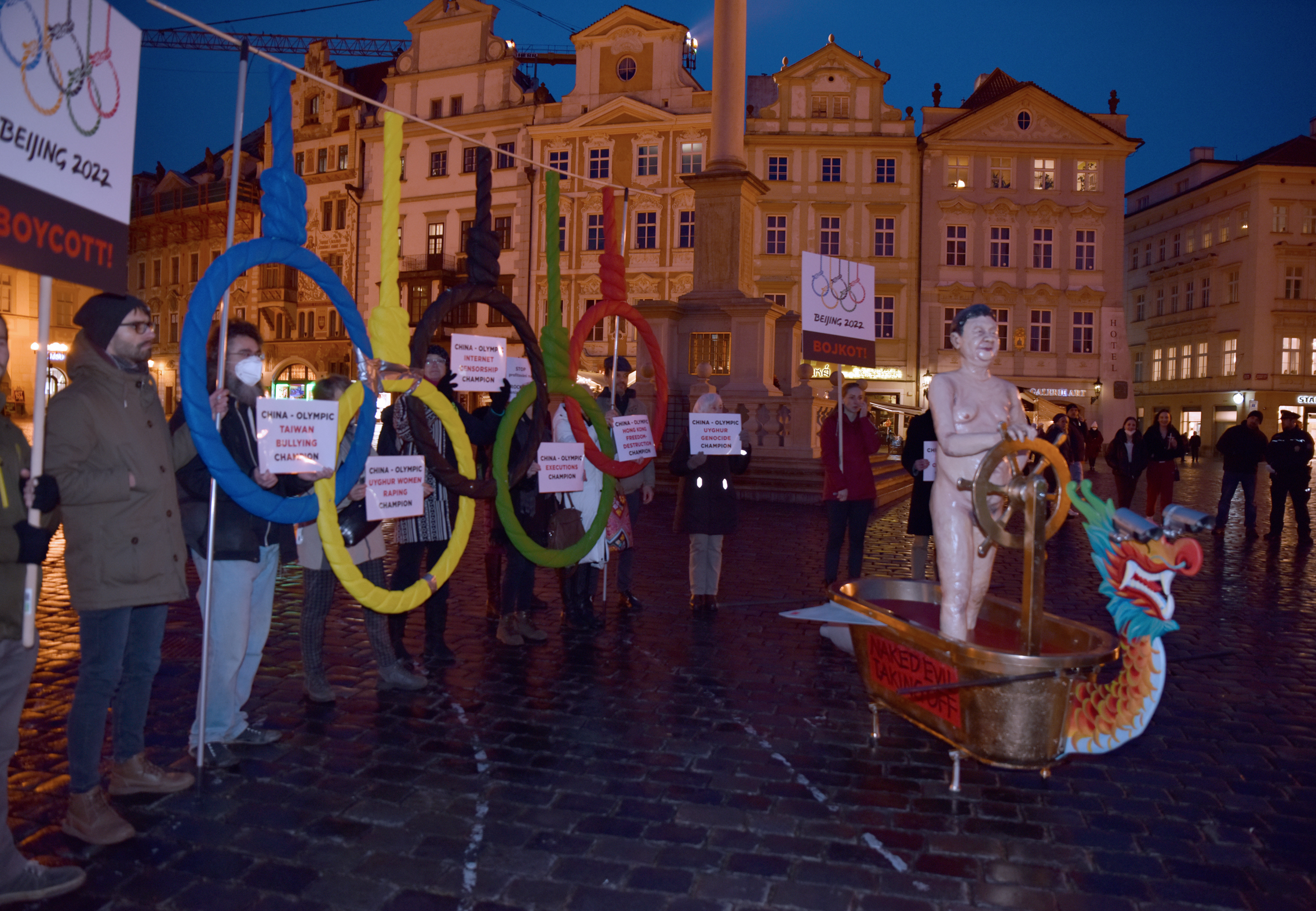
Demonstrace na Staroměstském náměstí v Praze (3.2.2022)

### Obavy z čínské špionáže
Po zkušenostech se sledováním a odposlechy v místech ubytování sportovců, novinářů i návštěvníků her při posledních olympijských hrách v Číně roku 2008, varovaly nizozemský i britský olympijský výbor s německým olympijským svazem své sportovce, aby soukromé mobilní telefony a počítače nechali doma. Nahradily je speciální telefony, které byly po návratu zničeny. Podobně postupovaly i diplomaté Nizozemska a Německa při cestách do Číny. Všichni sportovci a novináři museli mít nainstalovanou mobilní aplikaci, která měla podle analytiků zásadní bezpečnostní nedostatky a obsahovala soubor s cenzurovanými termíny, jako například slova spojená s Dalajlámou, ujgurské výrazy, jména čínských státníků nebo zmínky o masakru na náměstí Nebeského klidu z roku 1989.

## Dopad na životní prostředí

#### Přírodní rezervace Sung-šan
Pro vybudování národního alpského lyžařského střediska v Yanqingu čínská vláda protrhla bývalý centrální kus národní přírodní rezervace Sung-šan, parku založeného na ochranu jejích hustých lesů. Tato stavba si vyžádala odstranění téměř 20 000 stromů v průběhu několika let. Národní přírodní rezervace Sung-šan byla založena v roce 1985 jako způsob, jak chránit bohatou biologickou rozmanitost oblasti. Když Peking v roce 2015 zjistil, že budou pořádat zimní hry v roce 2022, překreslili hranici rezervace, aby vytvořili prostor pro lyžařské středisko. Před změněnou hranicí čínské zákony zakazovaly komukoli vstoupit do „jádrové oblasti“ rezervace, kromě vědců a výzkumníků, a vývoj byl přísně zakázán. Je to však základní oblast, nejchráněnější a nejrozmanitější část rezervace, kterou se rozhodli zbourat kvůli olympijským hrám.

#### Zasněžování
Umělý sníh byl poprvé použit na zimních olympijských hrách v roce 1980 v Lake Placid v New Yorku, ale na posledních hrách jeho prevalence roste. Přibližně 80 % sněhu použitého v Soči v Rusku v roce 2014 bylo umělého a toto číslo dosáhlo až 98 % na hrách v Pyeongchangu v Jižní Koreji v roce 2018.
Ale rozhodnutí Mezinárodního olympijského výboru vybrat město, které se musí spoléhat na umělý sníh, vyvolává otázky, jak udržitelné jsou zimní olympijské hry. Peking má v zimě málo nebo žádné přirozené sněžení, a přesto uspořádá 109 zimních sportovních akcí. K přeměně terénu použijí organizátoři téměř 400 sněžných děl poháněných ventilátorem.
Čína podle odhadů zaplatí více než 60 milionů dolarů/více než miliardu korun za sněžné stroje používané na olympijských hrách. K pohonu těchto sněhových generátorů bude využita větrná a solární energie. Země však odhaduje, že k vytvoření dostatečného množství sněhu bude potřebovat více než 49 milionů galonů vody. To představuje problém pro čínskou metropoli, kde 21 milionů obyvatel žije s desítky let trvajícím nedostatkem vody. Peking má k dispozici přibližně 31 000 galonů dostupné vody na hlavu ročně, což je jedna dvacetina celostátního průměru. Sousední Che-pej, kde je zóna Zhangjiakou, má 51 000 galonů vodních zdrojů na obyvatele ročně. Ale oba regiony jsou hluboko pod hranicí 449 000 galonů na hlavu pro dostatek vody podle definic OSN. (K vyřešení tohoto nedostatku byla voda z jihu Číny odkloněna na sever, kde jsou Peking a Tianjin.)
V roce 2015 MOV vyhodnotil, že pekingský olympijský organizační výbor možná podcenil, kolik vody by bylo použito k vytvoření sněhu, a označil to za riziko. Ale ve zprávě zveřejněné týdny před hrami Peking uvedl, že zasněžování bude mít minimální nebo žádný dopad na místní zásobování vodou, protože budou použity shromážděné srážky a povrchový odtok.
Peking 2022 může nabídnout pohled do těžké budoucnosti zimních olympijských her. Nový výzkum z University of Waterloo v Kanadě ukazuje, že seznam měst, která by mohla udržitelně pořádat zimní olympijské hry, se zmenšuje. Pokud nedojde ke snížení globálních emisí skleníkových plynů, pouze jedna z 21 předchozích lokalit zimních her – Sapporo, Japonsko – bude mít nezbytnou teplotu a srážky pro uspořádání her do roku 2080.